# Siamaggiore
Siamaggiore, según la grafía sarda y cooficialmente Siamajore, es una localidad italiana de la provincia de Oristán, región de Cerdeña,  con 976 habitantes.

## Evolución demográfica
| Gráfica de evolución demográfica de Siamaggiore entre 1861 y 2001 |
|                                                                   |
| Fuente ISTAT - elaboración gráfica de Wikipedia                   |